# Carentan-les-Marais
Carentan-les-Marais,, est une commune française située dans le département de la Manche en région Normandie, peuplée de 10 220 habitants.

## Géographie

### Localisation
Carentan-les-Marais est située au milieu de vastes marais assainis et transformés en riches prairies, au confluent de la Taute et de la Douve. La capitale des Marais, aux portes de la péninsule du Cotentin et de la baie des Veys, est au cœur du parc naturel régional des Marais du Cotentin et du Bessin.
| Liesville-sur-Douve, Blosville, Hiesville | Sainte-Marie-du-Mont | Manche                                                   |
| Appeville                                 | Carentan-les-Marais  | Osmanville, Isigny-sur-Mer (Calvados)                    |
| Auvers, Méautis                           | Terre-et-Marais      | Saint-Fromond, Saint-Jean-de-Daye, Graignes-Mesnil-Angot |

### Géologie
Le Trias, richement présent dans les Vosges du Nord, n'affleure que dans la région de Carentan (et le Val de Saire) dans le grand Nord-Ouest de la France,. Dans la région de Carentan, on rencontre Semionotus normanniae, de la classe des Actinopterygii, rapporté au Trias supérieur.

### Hydrographie
La commune est située dans le bassin Seine-Normandie. Elle est drainée par le canal de Vire et Taute, la Douve, la Taute, la Vire, la Sèves, le Daim, le Flet, la Madeleine, la rivière de l'Escalgrain, la rivière de Maubecq, la rivière des Gouffres, le ruisseau du Pont Perrat et divers autres petits cours d'eau,.
Le Canal de Vire et Taute, d'une longueur de 12 km, prend sa source dans la commune d'Airel et se jette  dans la Taute sur la commune, après avoir traversé quatre communes. 
La Douve, d'une longueur de 79 km, prend sa source dans la commune de Tollevast et se jette  dans la baie de Seine sur la commune, après avoir traversé 28 communes. 
La Taute, d'une longueur de 40 km, prend sa source dans la commune de Cambernon et se jette  dans la Douve sur la commune, après avoir traversé 13 communes. 
La Vire, d'une longueur de 128 km, prend sa source dans la commune de Vire Normandie et se jette  dans la baie de Seine en limite d'Osmanville et de la commune, après avoir traversé 27 communes. 
La Sèves, d'une longueur de 33 km, prend sa source dans la commune de Muneville-le-Bingard et se jette  dans la Douve en limite de Auvers et de la commune, après avoir traversé 15 communes. 

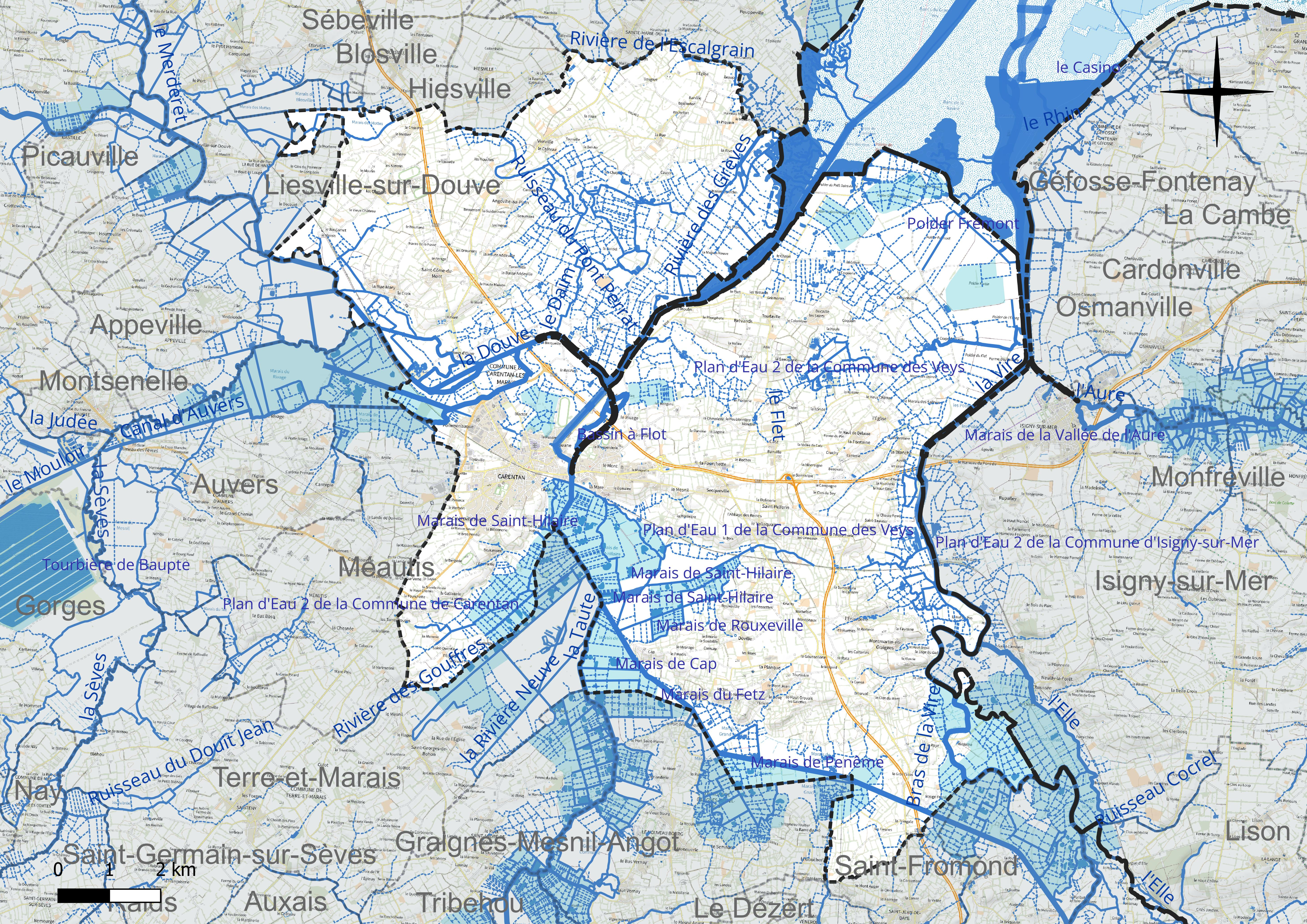
Réseau hydrographique de Carentan-les-Marais.

Divers plans d'eau complètent le réseau hydrographique : le bassin à Flot (10,7 ha), le marais de Cap (5,2 ha), le marais de Penême (1 ha), le marais de Rouxeville (2,8 ha), le marais de Saint-Hilaire (4 ha), le plan d'eau 1 de la commune de Brucheville (1,9 ha), le plan d'eau 1 de la commune de Carentan (1,1 ha), le plan d'eau 1 de la commune de Saint-Côme-du-Mont (4,9 ha), le plan d'eau 1 de la commune des Veys (8,2 ha), le plan d'eau 2 de la commune de Carentan (1,6 ha), le plan d'eau 2 de la commune des Veys (1,5 ha), le plan d'eau 3 de la commune des Veys (1,1 ha), le plan d'eau de la commune de Saint-Hilaire-Petitville (1,6 ha) et Polder Frémont (0,8 ha),.

### Climat
Pour des articles plus généraux, voir Climat de la Normandie et Climat de la Manche.
En 2010, le climat de la commune est de type climat océanique franc, selon une étude du CNRS s'appuyant sur une série de données couvrant la période 1971-2000. En 2020, Météo-France publie une typologie des climats de la France métropolitaine dans laquelle la commune est exposée à un climat océanique et est dans la région climatique Normandie (Cotentin, Orne), caractérisée par une pluviométrie relativement élevée (850 mm/a) et un été frais (15,5 °C) et venté. Parallèlement le GIEC normand, un groupe régional d’experts sur le climat, différencie quant à lui, dans une étude de 2020, trois grands types de climats pour la région Normandie, nuancés à une échelle plus fine par les facteurs géographiques locaux. La commune est, selon ce zonage, exposée à un « climat maritime », correspondant au Cotentin et à l'ouest du département de la Manche, frais, humide et pluvieux, où les contrastes pluviométrique et thermique sont parfois très prononcés en quelques kilomètres quand le relief est marqué.
Pour la période 1971-2000, la température annuelle moyenne est de 11,3 °C, avec une amplitude thermique annuelle de 10,7 °C. Le cumul annuel moyen de précipitations est de 716 mm, avec 13,1 jours de précipitations en janvier et 7,2 jours en juillet. Pour la période 1991-2020, la température moyenne annuelle observée sur la station météorologique la plus proche, située sur la commune de Sainte-Marie-du-Mont à 8 km à vol d'oiseau, est de 11,6 °C et le cumul annuel moyen de précipitations est de 890,0 mm,. Pour l'avenir, les paramètres climatiques de la commune estimés pour 2050 selon différents scénarios d’émission de gaz à effet de serre sont consultables sur un site dédié publié par Météo-France en novembre 2022.

## Urbanisme

### Typologie
Au 1er janvier 2024, Carentan-les-Marais est catégorisée petite ville, selon la nouvelle grille communale de densité à sept niveaux définie par l'Insee en 2022.
Elle appartient à l'unité urbaine de Carentan-les-Marais, une unité urbaine monocommunale constituant une ville isolée,. Par ailleurs la commune fait partie de l'aire d'attraction de Carentan-les-Marais, dont elle est la commune-centre,. Cette aire, qui regroupe 13 communes, est catégorisée dans les aires de moins de 50 000 habitants,.
La commune, bordée par l'estuaire de la Sienne, est également une commune littorale au sens de la loi du 3 janvier 1986, dite loi littoral. Des dispositions spécifiques d’urbanisme s’y appliquent dès lors afin de préserver les espaces naturels, les sites, les paysages et l’équilibre écologique du littoral, tel le principe d'inconstructibilité, en dehors des espaces urbanisés, sur la bande littorale des 100 mètres, ou plus si le plan local d’urbanisme le prévoit.

### Transports

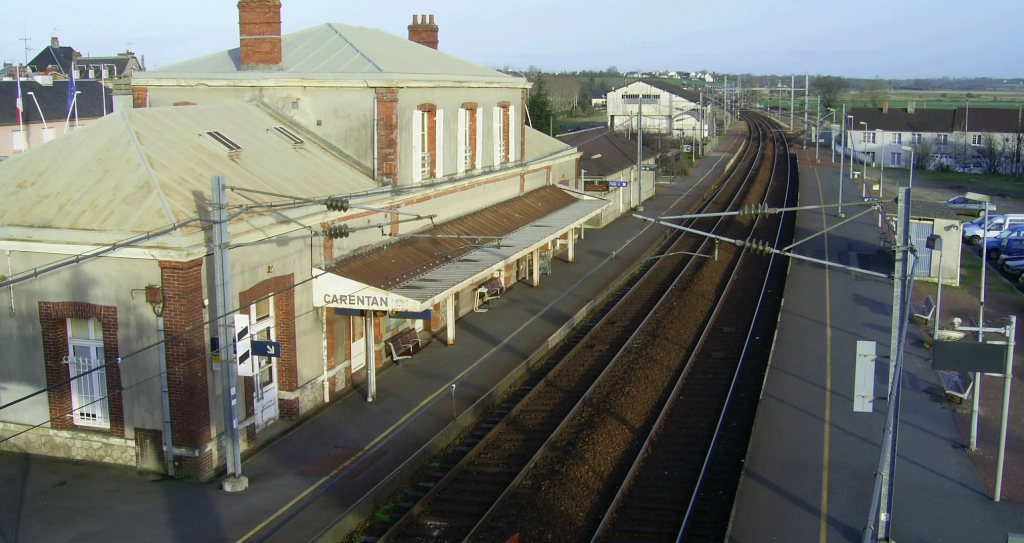
La gare.

#### Mobilités actives
En matière de mobilités actives, la commune est traversée par la véloroute de l'Europe centrale, qui propose une boucle de découverte de la presqu'île du Cotentin.

#### Transports en commun
La ville est dotée d'une gare ferroviaire sur la ligne Paris - Cherbourg. Elle est desservie par le transport en commun départemental par bus (Manéo) via la ligne 001 Cherbourg-en-Cotentin - Valognes - Carentan - Saint-Lô.

#### Voies fluviales et maritimes
Le port est relié à la baie des Veys par un canal empruntant un pont-canal en dessous duquel passe la RN 13.

#### Route
La ville est traversée par les RN 13 et RN 174. La RN 13 au nord et la RN 174 constituent la route européenne 3.

## Toponymie
Carentan-les-Marais reprend le toponyme de Carentan avec comme suffixe -les-Marais en lien avec le marais de Carentan.
Au cours des extensions de la commune nouvelle, le toponyme prend ou pas des tirets selon les arrêtés préfectoraux de création.
- le premier arrêté no 2015-71 NB du 23 décembre 2015 : Carentan les Marais
- le deuxième arrêté no 16-76 du 22 juillet 2016 : Carentan les Marais
- le troisième arrêté 2018-04-CM du  6 décembre 2018 : Carentan-les-Marais

En 2017, le site officiel de la ville et la communauté de communes respecte le toponyme officiel mais les médias[Lesquels ?] et des sites de l’État[Lesquels ?] respectent plutôt l'usage de commission nationale de toponymie.

## Histoire

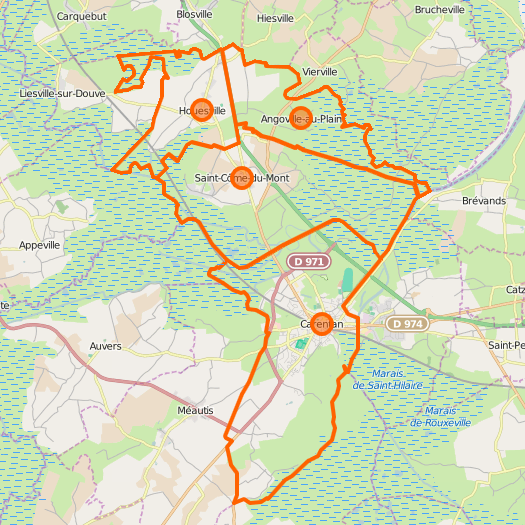
Carentan les Marais en 2016.

La commune est créée le 1er janvier 2016 par un arrêté préfectoral du 23 décembre 2015, par la fusion de quatre communes, sous le régime juridique des communes nouvelles instauré par la loi no 2010-1563 du 16 décembre 2010 de réforme des collectivités territoriales. Les communes d'Angoville-au-Plain, Carentan, Houesville et Saint-Côme-du-Mont deviennent des communes déléguées et Carentan est le chef-lieu de la commune nouvelle.
Le projet a été validé par les différents conseils municipaux le 17 septembre 2015.
| Nom                | Code Insee | Intercommunalité          | Superficie (km2) | Population (dernière pop. légale) | Densité (hab./km2) |
| ------------------ | ---------- | ------------------------- | ---------------- | --------------------------------- | ------------------ |
| Carentan (siège)   | 50099      | CC de la Baie du Cotentin | 15,66            | 6 024 (2022)                      | 385                |
| Houesville         | 50249      | CC de la Baie du Cotentin | 5,38             | 246 (2021)                        | 46                 |
| Saint-Côme-du-Mont | 50458      | CC de la Baie du Cotentin | 12,91            | 460 (2022)                        | 36                 |
| Angoville-au-Plain | 50010      | CC de la Baie du Cotentin | 5,68             | 110 (2021)                        | 19                 |

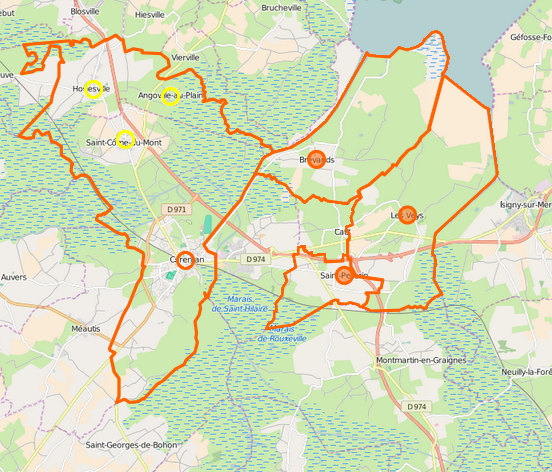
Carentan les Marais en 2017.

Le 12 février 2016, le conseil municipal de Brévands vote à l’unanimité le regroupement avec la commune nouvelle. Les maires des communes des Veys et de Saint-Pellerin votent ensuite le regroupement respectivement les 10 et 23 mai. Le 1er janvier 2017, les communes de Brévands, de Carentan-les-Marais, des Veys et de Saint-Pellerin fusionnent pour former la commune nouvelle de Carentan-les-Marais par un arrêté préfectoral du 22 juillet 2016.
Les communes de Brévands, des Veys et de Saint-Pellerin deviennent des communes déléguées le 1er janvier 2017.
| Nom                | Code Insee | Intercommunalité          | Superficie (km2) | Population (dernière pop. légale) | Densité (hab./km2) |
| ------------------ | ---------- | ------------------------- | ---------------- | --------------------------------- | ------------------ |
| Carentan (siège)   | 50099      | CC de la Baie du Cotentin | 15,66            | 6 024 (2022)                      | 385                |
| Houesville         | 50249      | CC de la Baie du Cotentin | 5,38             | 246 (2021)                        | 46                 |
| Saint-Côme-du-Mont | 50458      | CC de la Baie du Cotentin | 12,91            | 460 (2022)                        | 36                 |
| Angoville-au-Plain | 50010      | CC de la Baie du Cotentin | 5,68             | 110 (2021)                        | 19                 |
| Brévands           | 50080      | CC de la Baie du Cotentin | 13,87            | 305 (2022)                        | 22                 |
| Les Veys           | 50631      | CC de la Baie du Cotentin | 14,88            | 479 (2022)                        | 32                 |
| Saint-Pellerin     | 50534      | CC de la Baie du Cotentin | 4,37             | 350 (2022)                        | 80                 |

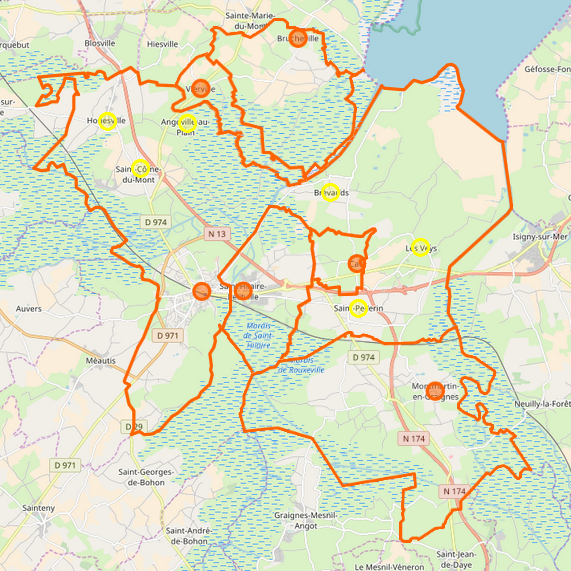
Carte de Carentan-les-Marais (2019).

Le 12 puis le 13 septembre 2017, les conseils municipaux de Catz et Saint-Hilaire-Petitville décide de rejoindre la commune nouvelle au 1er janvier 2019. En juin 2018, trois autres communes rejoignent le projet avec au sud, Montmartin-en-Graignes et au nord Vierville et Brucheville ; ces deux dernières avaient constitué dès 2015 un projet de commune nouvelle avec Sainte-Marie-du-Mont mais qui avait échoué en remettant en cause le nom proposé de Montmerville. Le 1er janvier 2019, les communes de Brucheville, Carentan-les-Marais, Catz, Montmartin-en-Graignes, Saint-Hilaire-Petitville et Vierville fusionnent pour former la nouvelle commune nouvelle de Carentan-les-Marais par un arrêté préfectoral du 6 décembre 2018. Cela porte le nombre de communes déléguées à douze.
| Nom                      | Code Insee | Intercommunalité          | Superficie (km2) | Population (dernière pop. légale) | Densité (hab./km2) |
| ------------------------ | ---------- | ------------------------- | ---------------- | --------------------------------- | ------------------ |
| Carentan (siège)         | 50099      | CC de la Baie du Cotentin | 15,66            | 6 024 (2022)                      | 385                |
| Houesville               | 50249      | CC de la Baie du Cotentin | 5,38             | 246 (2021)                        | 46                 |
| Saint-Côme-du-Mont       | 50458      | CC de la Baie du Cotentin | 12,91            | 460 (2022)                        | 36                 |
| Angoville-au-Plain       | 50010      | CC de la Baie du Cotentin | 5,68             | 110 (2021)                        | 19                 |
| Brévands                 | 50080      | CC de la Baie du Cotentin | 13,87            | 305 (2022)                        | 22                 |
| Les Veys                 | 50631      | CC de la Baie du Cotentin | 14,88            | 479 (2022)                        | 32                 |
| Saint-Pellerin           | 50534      | CC de la Baie du Cotentin | 4,37             | 350 (2022)                        | 80                 |
| Brucheville              | 50089      | CC de la Baie du Cotentin | 13,33            | 130 (2021)                        | 9,8                |
| Catz                     | 50107      | CC de la Baie du Cotentin | 2,78             | 106 (2022)                        | 38                 |
| Montmartin-en-Graignes   | 50348      | CC de la Baie du Cotentin | 30,34            | 607 (2021)                        | 20                 |
| Saint-Hilaire-Petitville | 50485      | CC de la Baie du Cotentin | 9,99             | 1 372 (2022)                      | 137                |
| Vierville                | 50636      | CC de la Baie du Cotentin | 4,10             | 31 (2021)                         | 7,6                |

Au 1er janvier 2025, les communes déléguées de Carentan, Saint-Hilaire-Petitville et Vierville sont supprimées,.

## Politique et administration

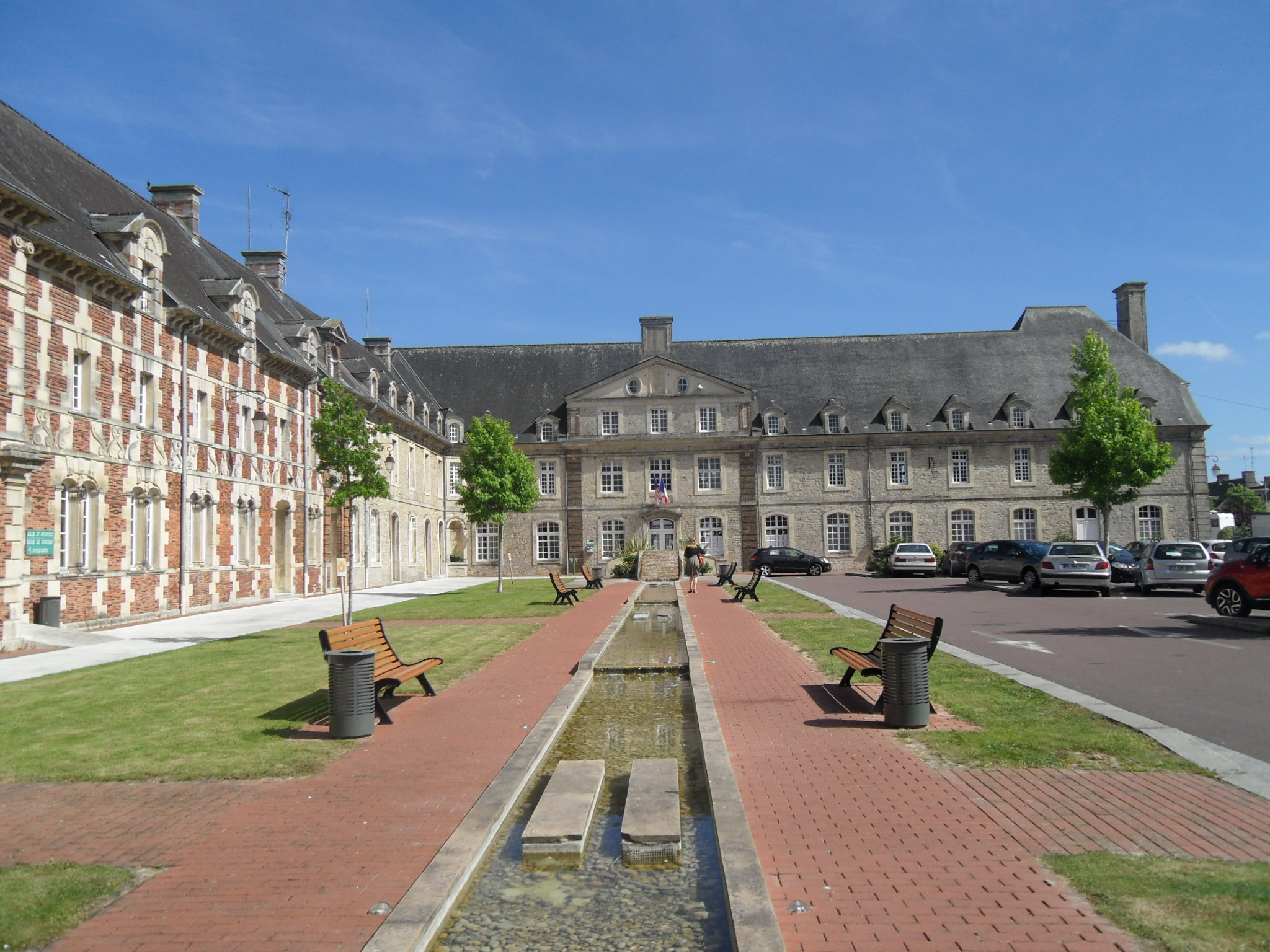
Mairie de Carentan-les-Marais.

### Liste des maires
| Période      | Période  | Identité             | Étiquette | Qualité                                                          |
| ------------ | -------- | -------------------- | --------- | ---------------------------------------------------------------- |
| janvier 2016 | En cours | Jean-Pierre Lhonneur | LR        | Responsable recherche et développement, ancien maire de Carentan |

## Population et société

### Démographie
L'évolution du nombre d'habitants est connue à travers les recensements de la population effectués dans la commune depuis sa création.

En 2022, la commune comptait 10 220 habitants, en évolution de +29,7 % par rapport à 2016 (Manche : −0,31 %, France hors Mayotte : +2,11 %).
| 2016  | 2021   | 2022   |
| ----- | ------ | ------ |
| 7 880 | 10 220 | 10 220 |

## Économie
La commune déléguée de Carentan héberge depuis 2014 une unité de méthanisation développée par Methaneo, qui collecte des déchets agricoles et agro-industriels pour produire du biométhane injecté sur le réseau de gaz local.

## Culture locale et patrimoine

### Lieux et monuments

#### Patrimoine religieux
- L'église Notre-Dame de Carentan : église romane du XIe siècle détruite en 1443 et reconstruite en style gothique par le bailli de Cotentin, Guillaume de Cerisay. Elle fait l'objet d'un classement au titre des Monuments historiques par la liste de 1862[104].
- L'église Saint-Côme-et-Saint-Damien (Saint-Côme-du-Mont) et son cimetière sont classés au titre des Monuments historiques[105].
- L'église Saint-Martin de Brévands (Brévands) et sa crypte souterraine Saint-Loup qui fait l’objet d’un classement au titre des monuments historiques depuis 1954[106].
- L'église Saint-Hilaire (Brucheville) dont le clocher-tour du XIIe siècle est classé au titre des monuments historiques depuis le 15 juin 1954, le reste de l'édifice étant inscrit[107]. La nef est des XVIIIe et XIXe siècles, le chœur à deux travées gothiques du XIVe et une travée romane supportant le clocher-tour du XIIe et le portail du XIIIe.
- Église gothique Saint-Côme-Saint-Damien (Angoville-au-Plain) : les bancs conservent les traces du sang des blessés américains et allemands qui furent soignés là alors que les combats faisaient rage en 1944[108].
- Église Saint-Gilles (Houesville) , avec son chœur (XVIe siècle).
- Église Saint-Martin (Les Veys) (XIIe siècle).
- Chapelle Saint-Guingalois d'Auville-la-Blanche, (Les Veys) (XIVe siècle).
- Église Notre-Dame (Saint-Pellerin).
- Église Saint-Grégoire (Catz).
- Église Saint-Martin (Montmartin-en-Graignes) XIIe siècle.
- Église romane Saint-Hilaire (Saint-Hilaire-Petitville).
- Église Saint-Éloi (Vierville) (XVe siècle), avec fonts baptismaux armoriés (XVIe siècle).
- Chapelle de l'ancien séminaire (Carentan), Clos Notre-Dame.
- Chapelle de l'hôpital (Carentan), avenue Qui-qu'en-Grogne.

#### Musées
Un mégaprojet de parc sur le débarquement suscite l'opposition d'une partie de la population, pour des raisons environnementales.
- Musée du Carrefour de l'Homme Mort (Dead Man's Corner Museum). Ce centre historique des parachutistes du jour-J est situé au carrefour de la route de Carentan à Saint-Côme-du-Mont, dans la maison même où se trouvait le QG puis l'infirmerie des parachutistes allemands. Cet édifice historique regroupe une collection d'uniformes et de matériels utilisés par les parachutistes américains de la 101e division aéroportée et par les parachutistes allemands du 6e régiment.
- D-Day Experience : simulateur de vol C-47, recréant la traversée historique du 6 juin 1944.
- Maison du parc naturel régional des Marais du Cotentin et du Bessin, ferme de 1952 avec une extension réalisée en 2008-2009 selon les recommandations de Haute qualité environnementale.

#### Patrimoine civil
- Tumulus néolithique de la Butte, classé Monument historique depuis le 21 novembre 1974[110]. Cimetière antérieur à l'époque mérovingienne.
- L'hôtel de ville : date du XVIIe siècle / XVIIIe siècle. Ancien couvent qui servit de caserne, de collège, de garnison…
- Les arcades médiévales : place de la République, ces arcades sont uniques en Normandie. Elles sont supposées être le reste d'un ancien marché couvert. L'ensemble fait l'objet d'une inscription au titre des Monuments historiques depuis le 5 novembre 1927[111].
- Quatre autres bâtiments civils de Carentan sont inscrits : l'hôtel de Ponthergé (rue Sebline)[112], la maison du 47 rue Holgate[113], l'ancienne loge maçonnique (impasse des Saules)[114] et l'hôtel Hervieu-de-Pontlouis (7 rue de l'Église)[115].
- Manoir de Rampan à Saint-Côme (XVIe siècle), dont le logis, les façades et les toitures des communs et le porche d'entrée sont inscrits au titre des Monuments historiques[116].
- Manoir de Haubourg à Saint-Côme (XVIIe siècle), inscrit au titre des Monuments historiques[117].
- Château du Bel Esnault à Saint-Côme, ou château Bellenau, dont le parc, créé par Pierre-Étienne-Joseph Lafosse (1828-1897)[118], est inscrit au titre des Monuments historiques[119].
- Château de Vierville (XVIIIe siècle), inscrit au titre des Monuments historiques depuis le 24 novembre 1997[120] .
- Ancien corps de garde de Beuzeville (XVIIIe), inscrit aux Monuments historiques[121].
- Manoir de Cantepie (XVIe), inscrit aux Monuments historiques[122], musée.
- Château du Vivier (XVIIIe / XIXe siècle).
- La Cour d'Houesville (XVIIIe / XIXe siècle).
- Le manoir de Brucheville appelé le manoir des Fontaines (XVIIe / XIXe).
- Le pont-canal : ouvert le 6 juin 1994. Le pont-canal fait passer la route nationale 13 à 2 x 2 voies (reliant Caen à Cherbourg) sous le canal de Carentan à la mer sur le port.
- Le lavoir des Fontaines : XVIIIe siècle.
- Le presbytère : XVIIIe siècle, a eu l'honneur d'accueillir une nuit Napoléon Ier.
- Château des Vignes (XVe siècle).